# 이슬람 국가

이슬람 국가(짙은 초록), 이슬람교가 국교인 나라(초록), 이슬람교가 주요 종교인 나라(연두), 세속주의 국가(옅은 연두)

이슬람국(아랍어: الدولة الإسلامية)은 이슬람이 통치하는 국가이다. 이슬람 법률인 샤리아에 따라 무슬림 지도자가 통치를 하며 모든 정치 및 사회 질서는 이슬람에 근거한다.

## 같이 보기
- 이라크 레반트 이슬람 국가